# Fritjof
Fritjof  è un nome proprio di persona danese, svedese e norvegese maschile.

## Varianti
- Maschili: Fridtjof[1], Fritiof

### Varianti in altre lingue
- Inglese: Frithiof[2]
- Islandese: Friðþjófur
- Norreno: Friðþjófr[1][2]
- Tedesco: Fritjof[2]

## Origine e diffusione
Deriva dal norreno Friðþjófr; è composto da friðr ("pace") e þjófr ("ladro"), quindi può essere interpretato come "ladro di pace". Il primo dei due elementi è comune nell'onomastica germanica, e può essere ritrovato anche in Federico, Alfredo, Goffredo, Frida e via dicendo.
Un personaggio con questo nome è protagonista della Friðþjófs saga ins frækna, una saga leggendaria islandese risalente almeno all'VIII secolo.

## Onomastico
Il nome è adespota, ovvero non è portato da alcun santo. L'onomastico ricade dunque il 1º novembre, giorno di Ognissanti.

## Persone

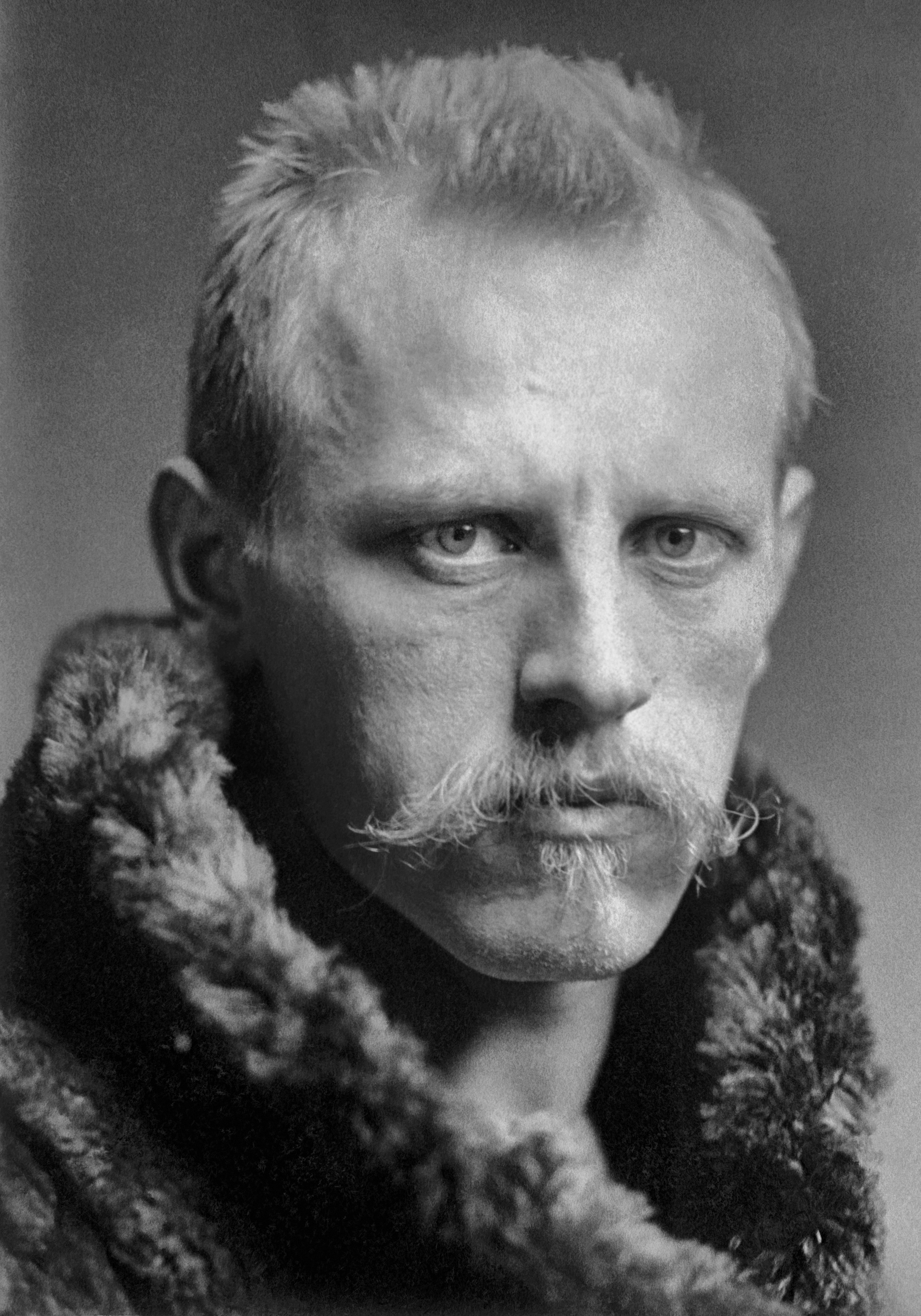
Fridtjof Nansen

- Fritjof Capra, fisico e saggista austriaco

### Variante Fridtjof
- Fridtjof Nansen, esploratore, scienziato e politico norvegese
- Fridtjof Resberg, calciatore norvegese